# 軽ボンネットバン

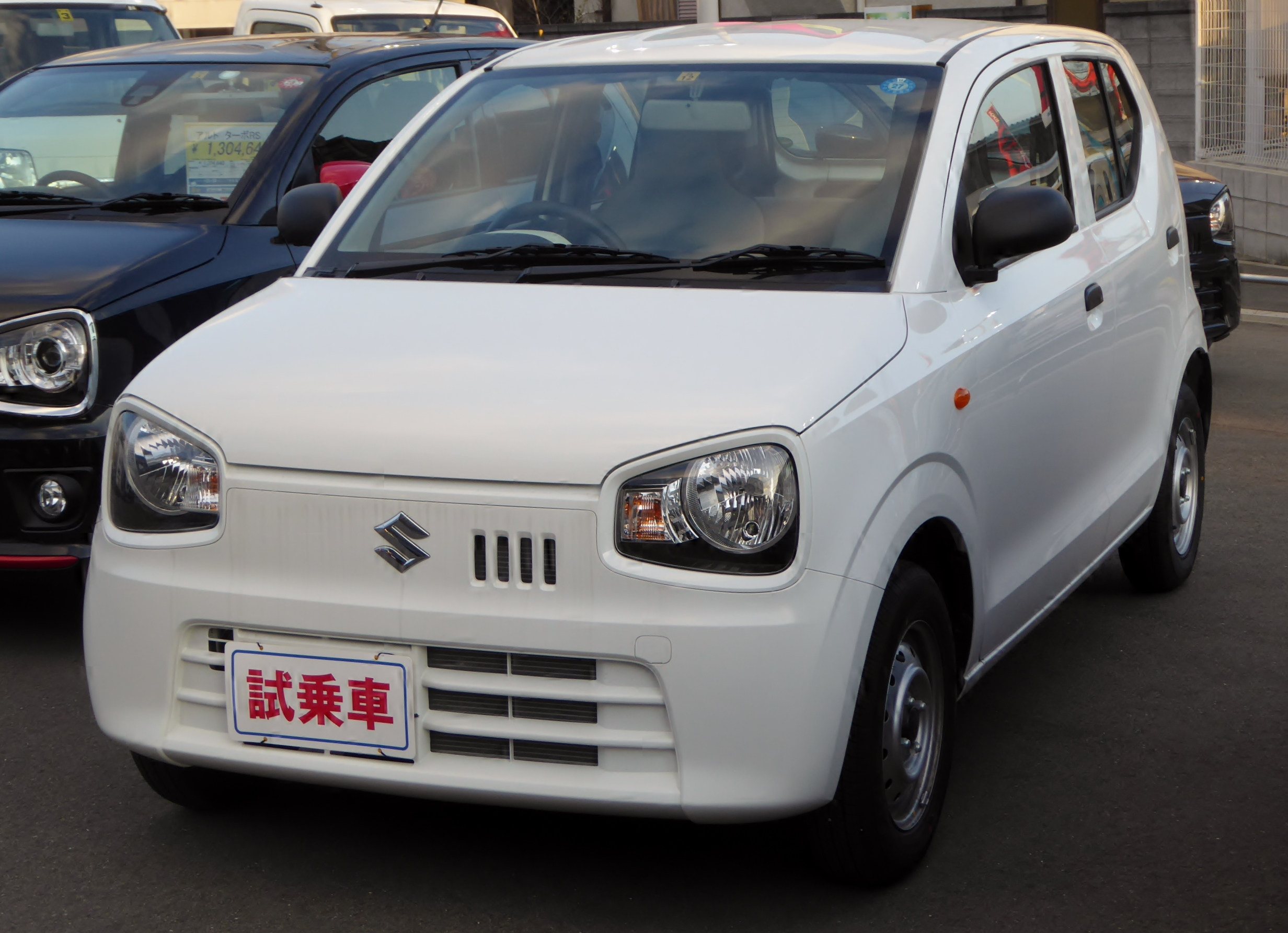
2014年12月22日から2021年12月21日まで販売されていた8代目スズキ・アルトバン

軽ボンネットバン（けいボンネットバン）は、1980年代に軽自動車の主流を占めたボディスタイルであり、ハッチバックを備えた2ボックス（あるいは1.5ボックス）スタイルのライトバン（貨物自動車の一種）である。「軽ボンバン」とも略される。

## 概要
法律上は前席2人掛け、後席2人掛けの4人乗りであるが、乗用車（いわゆるセダン、及びワゴンタイプ）と違い、法定の荷室面積確保の必要から、リアシートはリクライニング機構を全く持たず、垂直に立ったヘッドレストのないシートバックの付いた前倒式で、その上ニークリアランス（足元の間隔）が非常に狭くなっているため、概ね満9歳未満の子ども以外は実用に耐えないほど長時間乗車での苦痛を強いられる。また、ナンバープレートの車種を表す分類番号は、架装などで頭が「8」となった車両を除けば、軽トラックや軽ワンボックスと同じく、頭が「4」となる番号が付けられている。
1980年代当時、15.5 %もの物品税が課せられていた軽乗用車に対し、軽貨物車は物品税が非課税（その後、軽ボンネットバンのみ5.5 %に課税される）であったことから、低所得者層のファーストカー、または郊外や地方での節税目的のセカンドカーとして隆盛を極めた。
また、軽自動車は貨物車であっても、当時の普通乗用車と同じ2年車検で、自動車保険も低廉であったため、デメリットも小さかった。
1989年（平成元年）4月1日より実施された消費税導入に伴う税制優遇の相対的縮小に加え、1990年代以降の「トールワゴンブーム」などによるデラックス化への移行やライフスタイルの多様化などの理由で、軽自動車市場の主流から外れて傍流と化したものの、軽自動車カテゴリの一つとして定着した。
2021年（令和3年）7月時点において、新車で購入可能な「軽ハッチバック（セダン）とボディを共有する軽ボンネットバン」は、唯一スズキでの生産・販売が続いていたが、個人ユーザー・法人ユーザーを問わず需要が低迷したことや、2010年代半ば以降に入り問題となっている高齢ドライバーによる自動車運転事故に伴う自動車運転免許の自主返納の増加も手伝い、『軽ボンネットバンのマーケットは完全に終焉を迎えた』とスズキ側が判断し、2021年（令和3年）末までに販売終了となり、結果的に同じく日本市場で既に傍流と化した既存の総排気量1,500 cc以下の5ナンバーサイズの小型セダンより一足先に消滅する事となった。

## 沿革

### 普及前

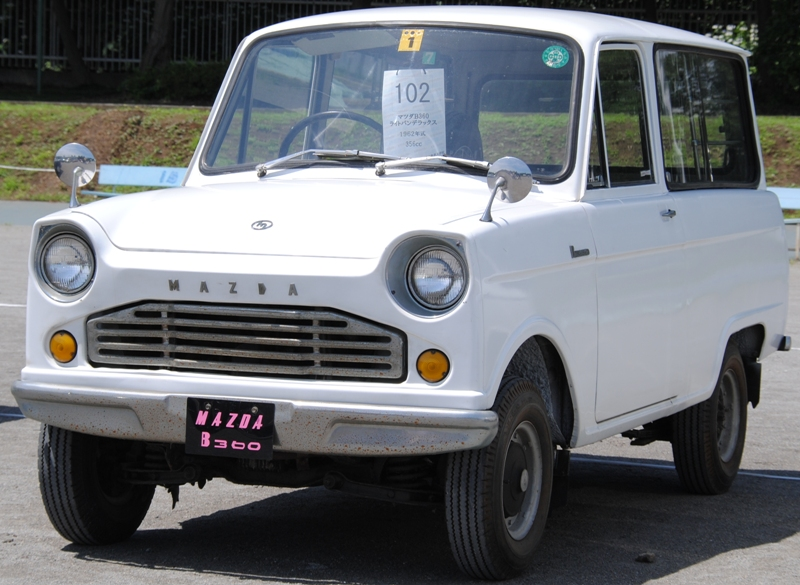
マツダ B360

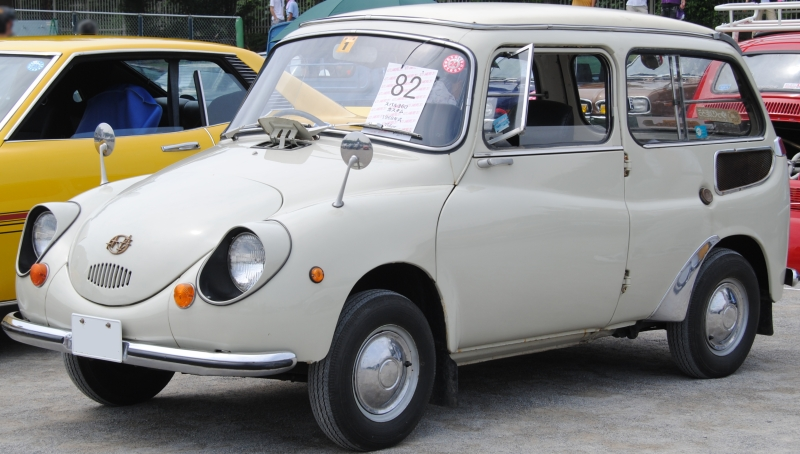
スバル 360カスタム

そもそもこのスタイルの軽自動車は、軽四輪自動車の黎明期から多数存在しており、1955年（昭和30年）のスズキ・スズライトSLは乗用車タイプのモデルと併売された、極めて初期の初出例である。乗用車派生設計のバンとしては1959年のスバル・360コマーシャルを経て1963年のスバル・360カスタムや1966年のダイハツ・フェローバン、1967年のホンダ・N360バンなど、古くから事例が見られる。1950年代後期～1960年代にはボンネット型の軽四輪トラックも多く作られたことから、その派生型としてライトバン型が発売された事例も多い。
しかしこれらは市場からも「小型ライトバン」として「貨物自動車」の一種と捉えられており、乗用車というよりはあくまで汎用車であった。また1960年代以降主流化したキャブオーバー型軽トラックシャーシ派生のワンボックス型ライトバンに比して輸送力・積載量が劣るため、ワンボックス型軽ライトバンが普及した1960年代後期以降は、さほど存在の大きなカテゴリーでもなくなっていた。
この傾向が一転したのは、日本におけるモータリゼーションが大幅に進行した1970年代に至ってからである。

### 47万円の「乗用車」アルトの出現

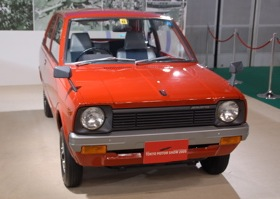
「定価47万円」で一世を風靡した初代アルト（前期型：1979年5月 - 1982年10月）。簡易な2ストロークエンジンで、内装は鉄板むき出し部が多く、標準装備アクセサリーはヒーターのみで、AMラジオすら販売店装着オプションであった。また、ウインドウウォッシャーポンプに関しては電動式ではなく、コストダウンを計る理由で手押し式のウォッシャーポンプが用いられた

軽乗用車の売れ行きが低迷傾向にあった1970年代中期、特に自動車普及の進行が著しかった地方・郊外では、メインとなる1台目の乗用車に加えて、主婦等が軽便な交通機関として利用する2台目の自動車（セカンドカー）の需要が生じていた。
軽自動車メーカーのスズキ（当時は鈴木自動車工業）は、調査の結果「日常で自動車を使用するシチュエーションにおける平均乗車人数は2人未満」と割り出した。そこで当時過剰なデラックス化傾向を辿っていた一般の軽乗用車とは正反対の商品コンセプトを打ち出し、その手段として軽商用車のカテゴリを利用することにした。
当時は前輪駆動方式が軽自動車に本格普及した時期で、ボディスタイルも実用性の高いハッチバック形に収れんしつつあった。このレイアウトであれば、ボンネット形の3ドア乗用モデルと商用モデルは、自動車としての基本骨格をたやすく共通化できた。バンタイプの自動車は商用車としての制約から後席の居住性が悪いが、運転席部分は乗用車同様のスペースを確保でき、前席2人までの乗車ならユーザーにとっては乗用車と何ら変わりがない居住性を得られた。しかも主たるユーザーの女性たちは、規格上の乗用車と商用車の区別にはこだわらないことが、市場調査で判明していた。商用ボンネットバンの先代モデルに当たるフロンテハッチも堅調な売れ行きであり、このジャンルで新たな展開の可能性が見出されたのである。
これらの検討を元に、スズキが1979年（昭和54年）にフロンテの商用モデルとして発売した「アルト」が、ジャンルとしてのいわゆる「軽ボンバン」の最初とされている。
アルトでは5ドアのフロンテと基本構造を共通化しながら3ドアのハッチバックボディを採用、助手席側キーホールやシガーライター、カーラジオ等の装備・装飾は省略して徹底簡素化し、エンジンも当初は簡易な2ストローク3気筒を1981年（昭和56年）まで使用した。実用のみに徹したシンプルなコストダウン設計に加え、物品税非課税も手伝って「定価47万円」という当時では驚異的な低価格を提示できた。「アルト47万円!」と謳った、わかりやすくユーザーの記憶に残る即物的なテレビコマーシャルは注目を集め、発売後1か月足らずで1万8000台以上のオーダーを得て、当時のベストセラーとなった。

### ジャンルとしての確立

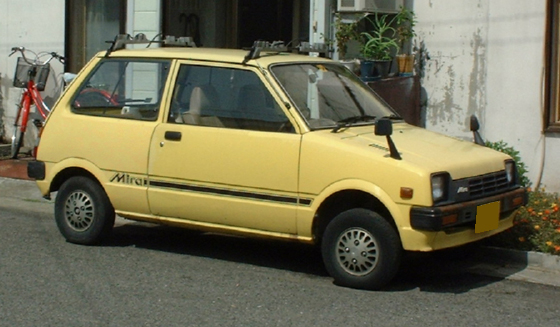
初代（L55）ミラ

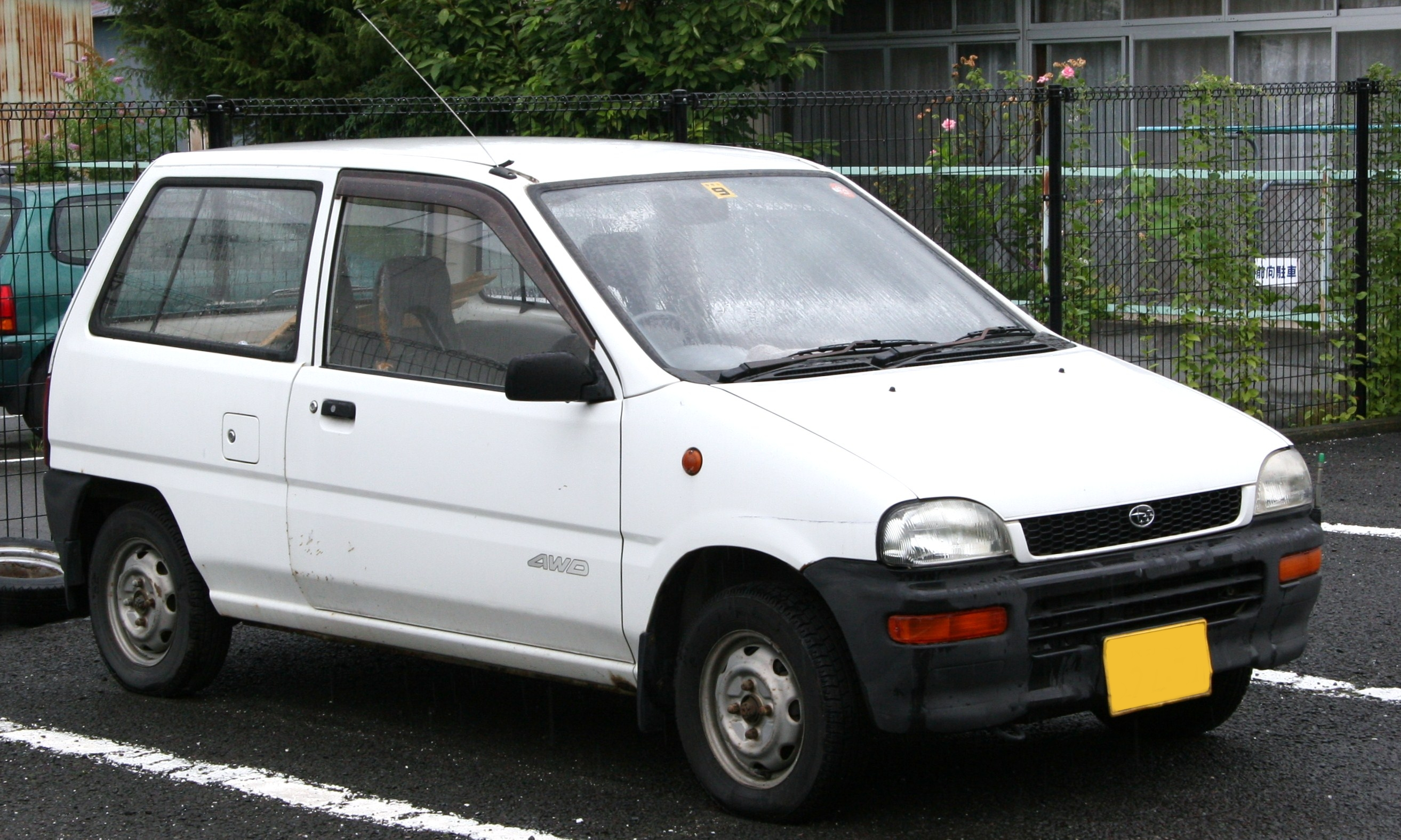
スバル レックスバン

火付け役となったアルトの成功に追随するかたちで、ダイハツ工業がクオーレのバンモデルとしてミラクオーレを発売し、富士重工業（現・SUBARU）、三菱自動車工業も同様の車種を相次いで投入、市場は活況を呈した。
「節税車」軽ボンネットバンの大人気ぶりは国税庁の注意を引き、1981年10月からは4人乗り軽ライトバンにも5.5%の物品税が課税されるようになったが、それでも乗用軽の物品税課税率15.5%に比べればはるかに格安で、人気を大きく削ぐことはなかった。しかも、完全2人乗り仕様であれば5.5%課税の対象とならなかったため、メーカー側も廉価版として後部座席を省いた2座モデルの軽ボンネットバンを投入するしたたかさを見せた（後の三菱・ミニカH32V型には運転者のみの1シーターモデルまで加えられているが、この30系ミニカは1993年（平成5年）デビューなのでこの件に関しては無関係と思われる）。
1985年（昭和60年）には、1974年に軽乗用車カテゴリーから撤退して久しかった本田技研工業が市場の動きに刺激され、この当時の一連のクーペ型乗用車にも通用する独特の低重心（低車高）設計でスポーティー且つユニークな意匠を持った軽ボンネットバン、トゥデイを発売して、乗用タイプの軽自動車市場に復帰した。
これらの軽ボンネットバンは、低所得者層のほか、主婦層や若年層を中心とした大衆ユーザーから広く支持され、1980年代における軽自動車の主流となった。ボンネットバンは、1980年代の軽自動車マーケットの活性化に著しく寄与したと言える。

### ブームの沈静化

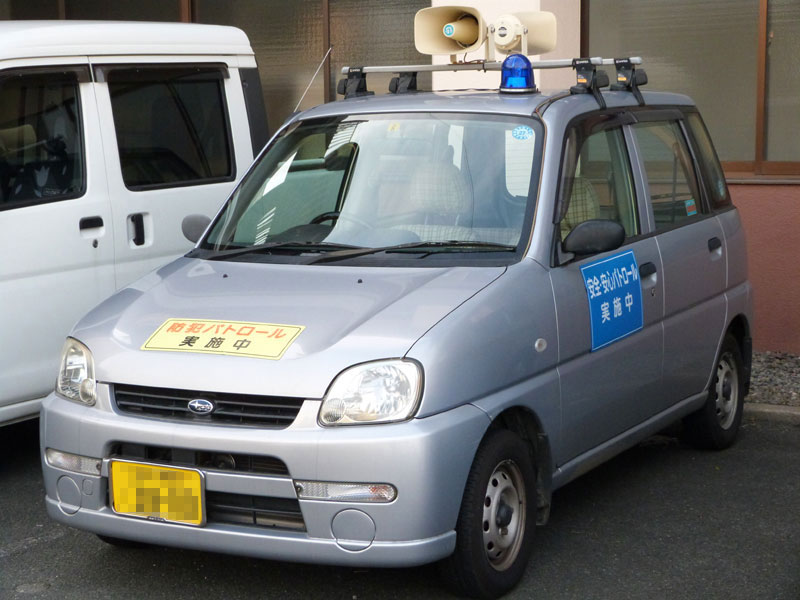
スバル プレオバン

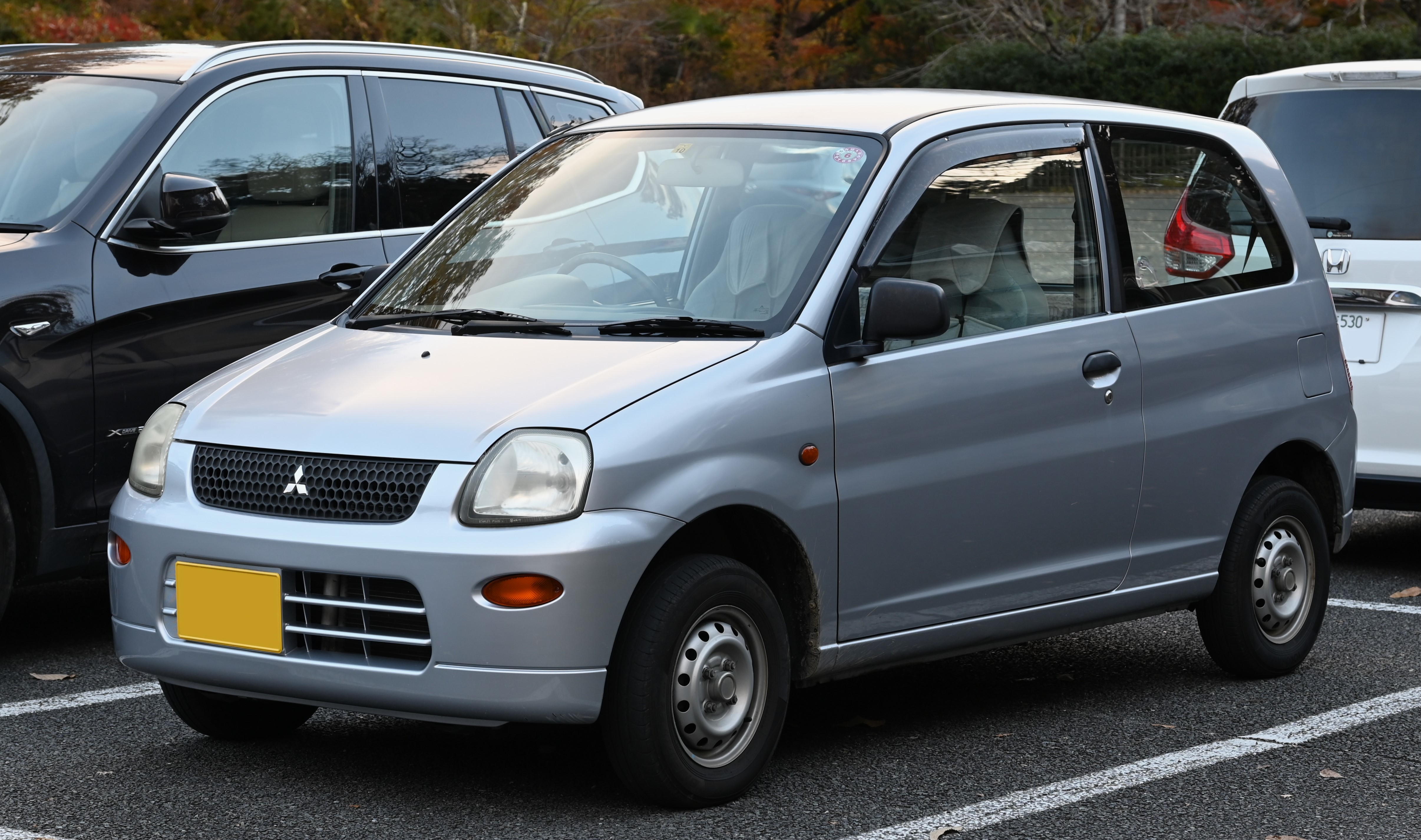
三菱 ミニカバン

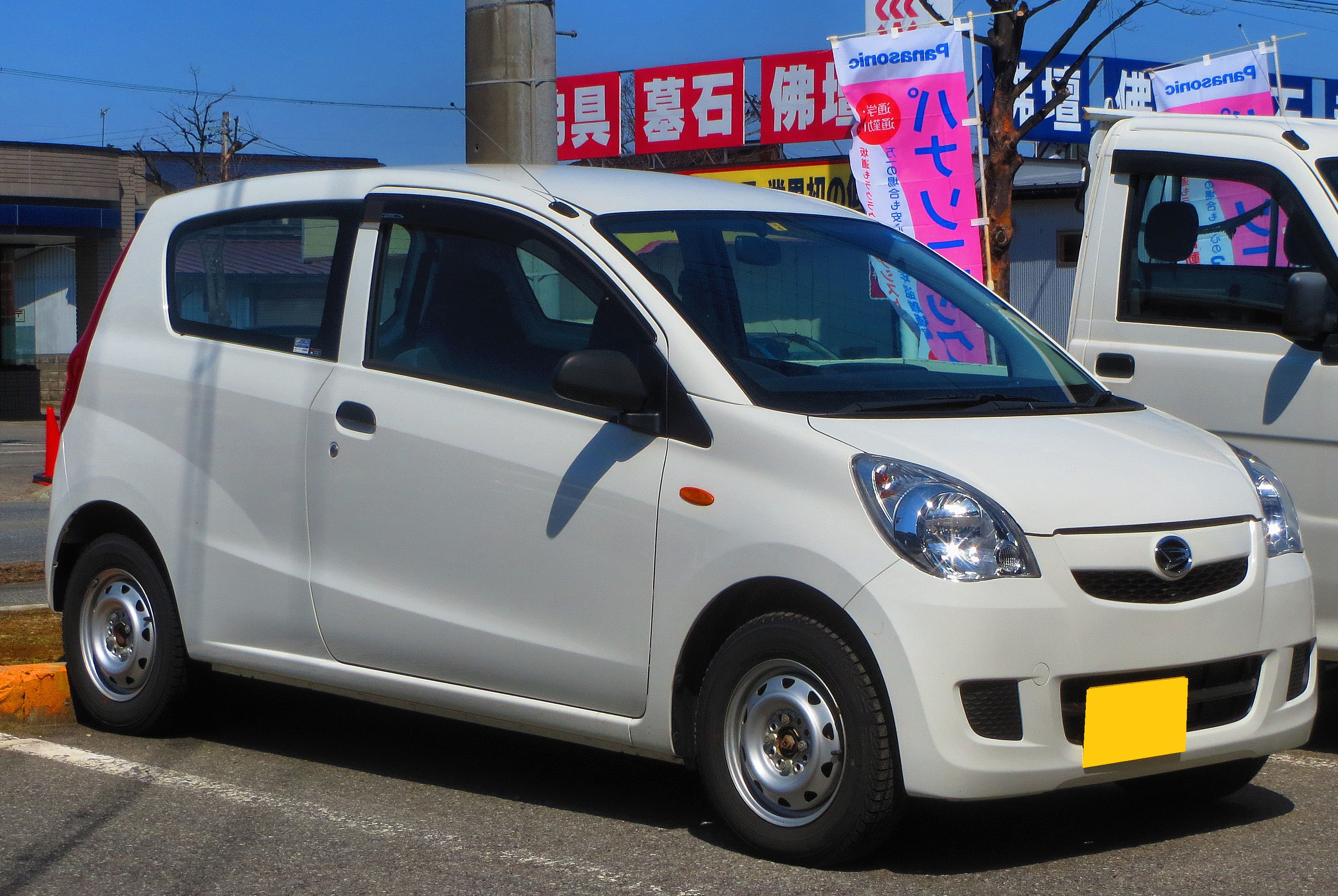
ダイハツ ミラバン

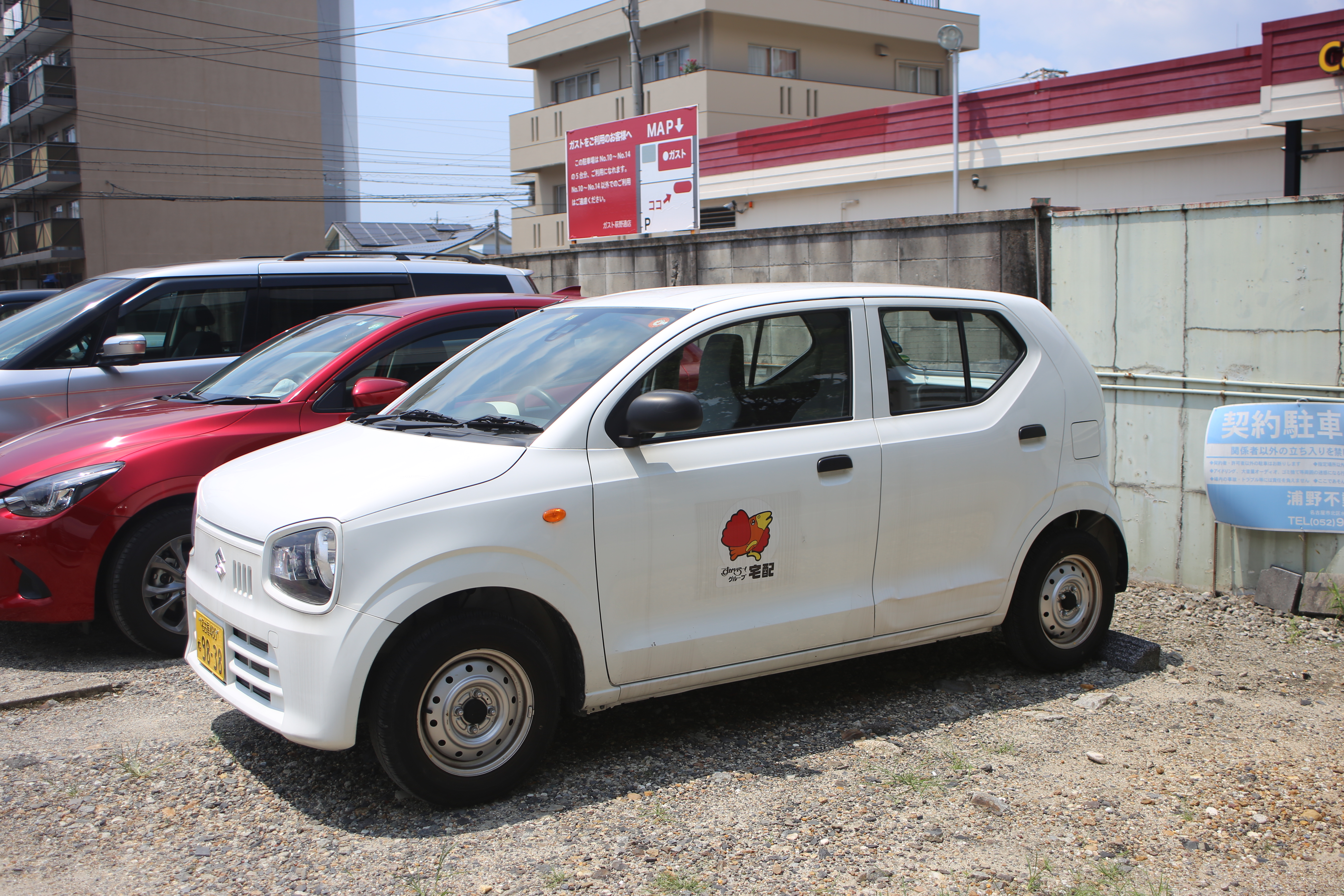
スズキ アルトバン

その後、商用モデルでありながらデラックスな内装、豪華な設備を備えたものや、軽乗用車との規格・規制の差を逆手にとったボンバンベースのホットハッチが登場するなど、軽自動車市場は1970年前後の360cc時代を彷彿とさせる過剰装備・過剰性能へと逆行し、軽ボンネットバンの在り方は、実用車としての起源から乖離した、いささかいびつな状況を呈した。
一般には、1989年の物品税廃止・消費税導入で、商用モデルの割安感やメリットが少なくなり、ボンバンブームは終焉（一つの区切り）を迎えたとされる。しかし実際には、物品税以外にも「5ナンバー」の軽乗用車に比べ任意保険や軽自動車税はほぼ半額、自動車重量税も安く、2020年代時点でも乗用モデルに対するメリットが存在している。この時期、自動車に要求される居住性や品質面などの水準が上がった事が主因であり、物品税廃止はそのきっかけに過ぎなかったとも言える。
以後、軽ボンネットバンのラインナップは、1979年の「アルト」登場時のような、本来の形態に沿った簡素な廉価版を中心に設定されるようになった。価格面でのリーダーはやはりアルトであった（これが当てはまらなかった時期も存在した）が、各社がそれにそろえるかたちで横並びとなった（これもまたその時々の税制対策によるところが強い）。
ブームこそ個人ユーザーの軽トールワゴンや軽ハイトワゴン、軽SUV、軽クロスオーバーSUVへの移行もあり、ほぼ沈静化したものの、依然として法人はともかく、一部の個人の低所得者層を中心に一定の需要があった。尤も、ミニカ最終型のH40型系に至っては、全体の販売台数の約80%がバンだったこともあり、乗用（セダン）モデルが販売不振のため2007年に先行廃止となり、モデル末期はバンのみの設定となっていた。
2000年代以降の軽ボンネットバンの各車種においては過剰装備こそ持たないが、安全性や居住性は軽自動車としての基準を満たしており、なおかつエアコンやパワーステアリング、ラジオなど、「乗用車」に求められる必要最低限の装備は標準で備えていた。
- 2000年代後半まではミラやミニカの場合、パワーウィンドウやキーレスエントリーはメーカーオプションながら新車購入時に設定可能であった。
- 2013年（平成25年）時点ではミラの場合、パワーウィンドウ・助手席サンバイザー・室内フューエルリッドオープナーの3点がセットでメーカーオプション設定されていた。
- 8代目アルトバン（HA36V型）の例を挙げるとキーレスエントリーやセキュリティアラームも標準であった。

また、従来はコスト面から省かれがちであった安全装備に関しても充実が図られていた。
- アルト・ミラ共にデュアルエアバッグが、ミラバンにはABSも標準装備化されていた。
- さらに2014年12月に発売されたアルトはバンも含めてAT車[注 20]およびAMT車[注 21]にASVのメーカーオプション[注 22][注 23]が設定され、軽商用車初のASVとなった（なお、2019年(令和元年)7月の仕様変更によりASVのメーカーオプション設定は廃止されている）。

このように、もはや装備面では軽乗用車（特に軽セダン）に肉薄するレベルにまでなっており、また正式なバンとしても最大200kgの貨物を積載する能力があり、原動機付自転車などに比して（機動性を除いた）実用性に勝るミニマム・トランスポーターとして定着した。

### 衰退・終焉

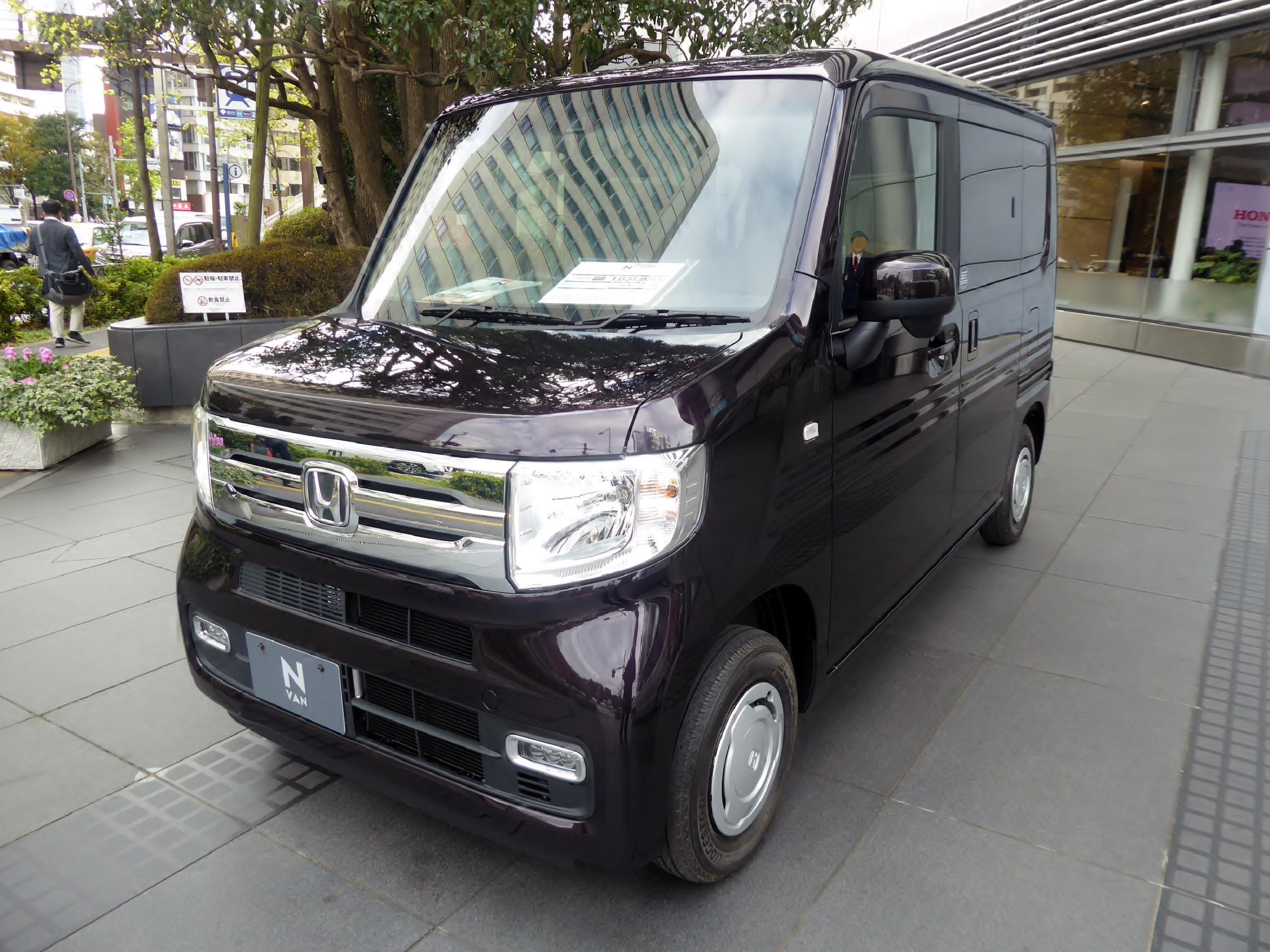
2023年11月現在、広義としての軽ボンネットバンとしての一例の車種となるホンダ・N-VAN

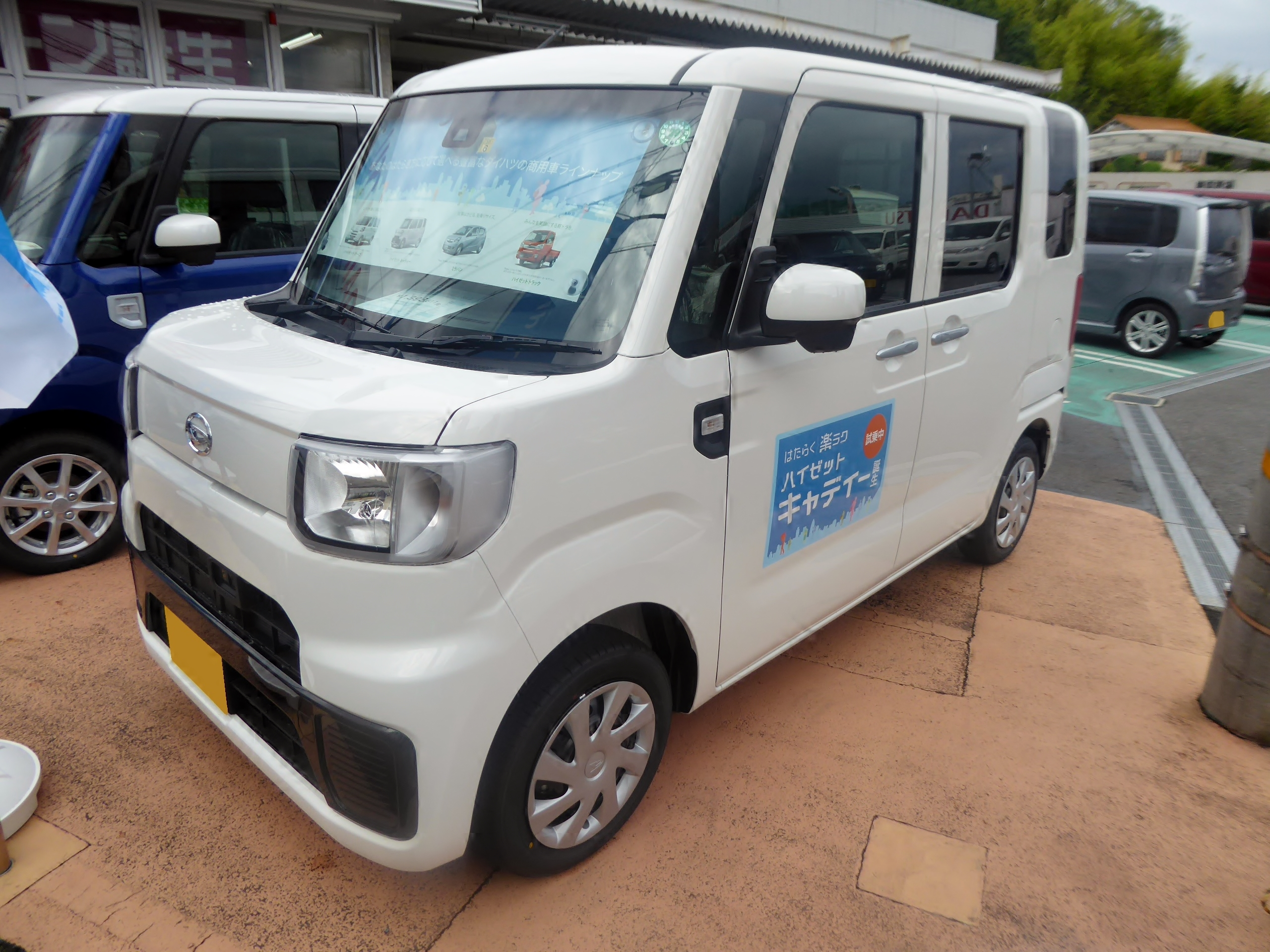
ハイゼットキャディー

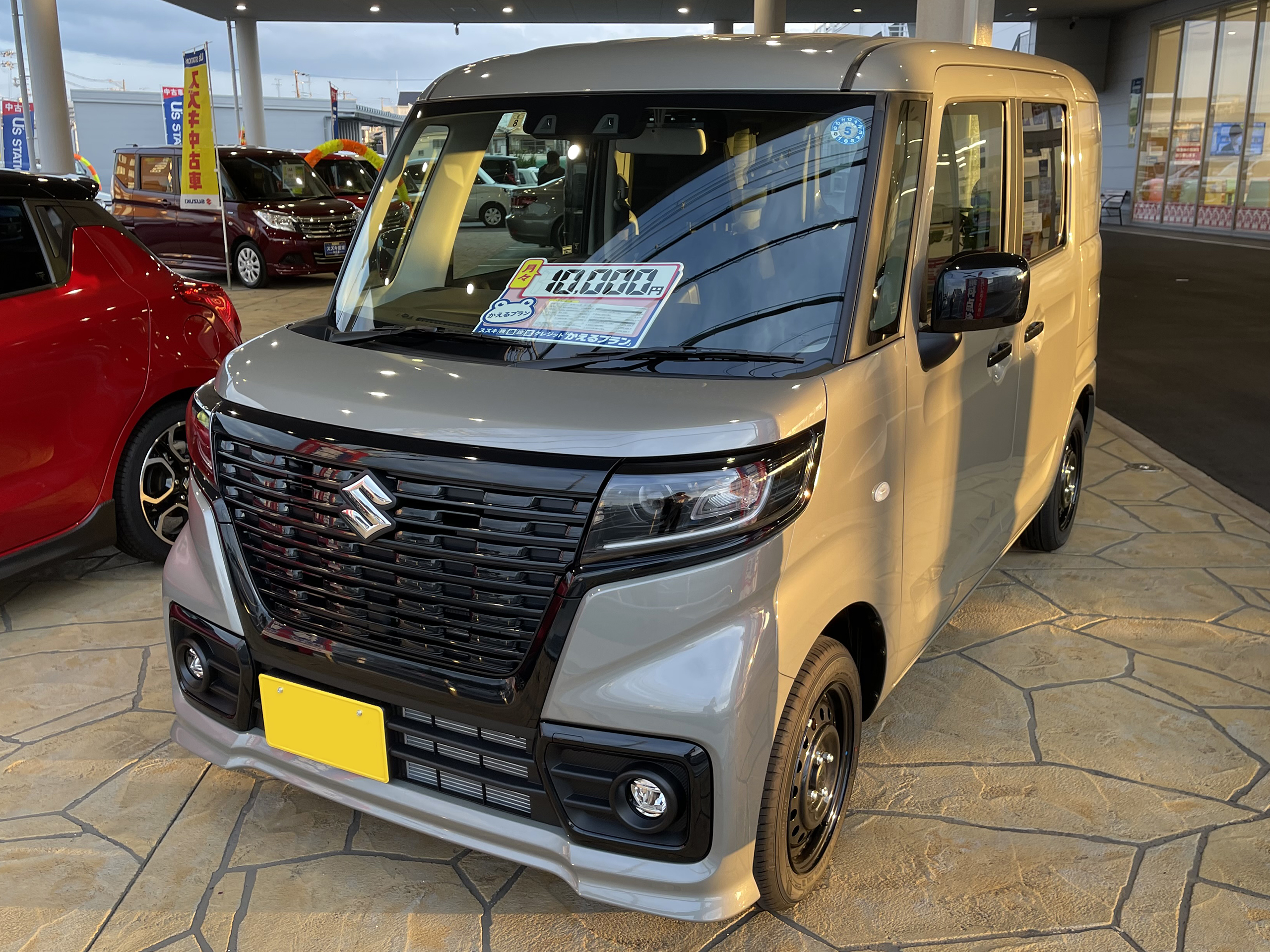
スズキ スペーシアベース

しかし21世紀（2001年以降）に入り、軽乗用車における販売の主力が居住性に優れた軽トールワゴンや更に優れたスーパーハイトワゴンに移行するようになると、相対的にオーソドックスな2ボックス型の軽乗用車はともかく、カローラやサニー、ランサーなどに見られる既存の大衆車クラスのセダン型小型乗用車よりも更に、居住性や総合的な実用性などの面で乏しい軽ボンネットバンの人気凋落がより一層顕著になり、販売不振や車種整理などを理由に1998年（平成10年）9月にトゥデイ、2007年 - 2011年にミニカシリーズ（セダン2007年、バン2011年）が事実上のライフやeKへの移行を経てモデル廃止。プレオは2010年に自社生産続行を断念してミラのOEMに切り替わった。2018年2月に（無印の）ミラが派生のイースを存続として生産終了となりセダンモデルと共にバンモデルは完全消滅、バンモデルの需要はイースの最廉価グレード｢B｣(セダンモデル)、または既存のワンボックス型軽ライトバンのハイゼットカーゴ、後述するウェイクの同型車種となる2シータ専用の軽ハイトワゴン型バンモデルのハイゼットキャディー（2021年9月30日販売終了）でそれぞれ吸収させる格好となっていた。翌月にOEMのプレオを含めた販売が終了となった。これに伴い、2021年7月現在の時点で新車で購入できる軽ボンネットバンは唯一、アルトのみとなっていたが、かねてからの需要低迷を理由に2021年12月21日までに販売終了となり、こちらの需要もアルトセダンの最廉価グレード、または既存のワンボックス型軽ライトバンのエブリイでそれぞれ吸収させる格好となったため、名実共に新車販売における軽ハッチバックセダンと車体を共有する軽ボンネットバンが名実共に全滅した形となった。尤も、ミラのバンは登録車を含めてもハッチバック車としては数少ない3ドア仕様を生産・販売終了まで続けていた。
なお、車両本体価格水準であるが、2019年10月時点でのHA36Vアルト車両本体価格は73.7万円(5MT/FF)～92.95万円(AGS/4WD)である（いずれも10%程度の消費税込）。かつては新規格車両でも、例えばH42Vミニカ「ライラ」が車両本体価格が59.8万円（5%程度の消費税込）で販売されていたこともあった（上述のようにHA36VアルトバンにはH42VミニカライラにはないABS、ESP、EBDなどの安全装置が標準装備されていた）。
なお、2016年7月から2021年9月まで販売されていたダイハツのハイゼットキャディーや2023年（令和5年）11月現在も現行車種として販売されているホンダのN-VAN、およびスズキのスペーシアベースは、両車共に基本的に後部スライドドアを採用したモノスペースタイプのハイトワゴン型軽商用車であるが、両車共にFFレイアウトでなおかつ、内部にエンジンを収めたボンネットフードが存在するため、全国軽自動車協会連合会の新車販売統計では「軽貨物車内訳－ボンネットバン」の枠で集計が行われている。

## 用途

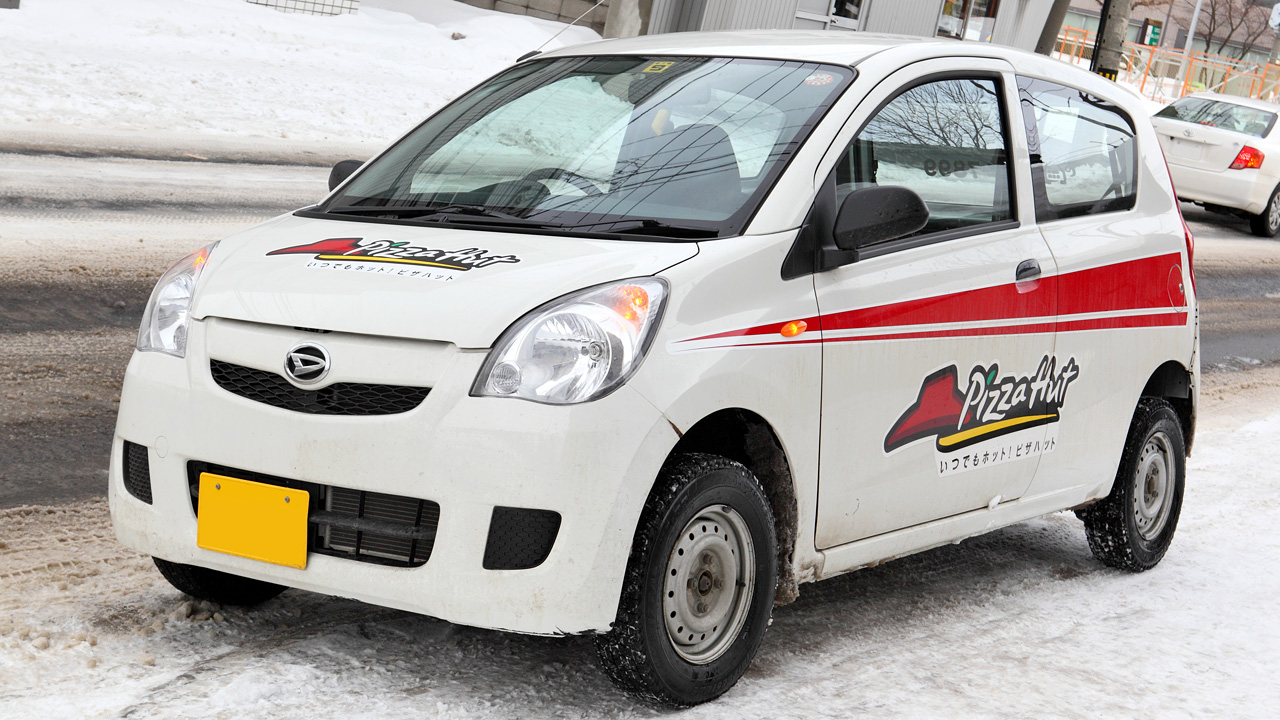
ピザのデリバリーに使用されるミラバン

- 公共交通機関の便の悪い地域におけるセカンドカー、パーソナルカー（通勤や買い物など日常生活の交通手段）など。ただしこの種の用途ではユーザーの上位志向もあり、商用モデルの装備が簡素なことから、商用モデルの価格帯に近い軽乗用車（具体的な例としてミライースやアルトセダンといった一般的なハッチバック車の各種廉価グレード）への移行が著しく、この傾向が軽ボンネットバンが廃れる要因ともなった。
- 企業や、銀行・信用金庫、農協（JAグループ）、配置薬販売業などの社員や官公庁が使用する社用車（営業車・公用車）として、まとまった数を導入する事例（リース導入も含む）。現在はこちらが主流となっている。
  - 以上2点は、2シーター（+非常用）と割り切った「節約乗用車」として本来の軽乗用車と比べ本体価格が多少安く、保険や諸税などのランニングコストも安いことに着目された点があると同時に、商用車の本来用途として利用する場合、荷室が完全な平面になるなど荷物の積載性に優れているという実務上のメリットが現在でも一定の評価を得ている。また軽自動車においても登録車と同じく分類番号が4ナンバーであれば商用モデルであることを示しているので、5ナンバーの乗用モデルと区別できる。
- まれに寿司やピザやラーメンなどの出前・デリバリー、中小宅配便などの、軽ワンボックスほどの積載量が求められない配送用にも使われる。これにはピザなどのデリバリーに使用されるバイクが2WD仕様の軽ボンバンおよび軽トラックに迫るほどに高額[5]である（車体の構造上、コスト削減につながる他車との共通設計が困難）こと、特に降雪期における、信越・東北・北海道地域ではデリバリースタッフの安全性・快適性の確保が理由として考え得る。また、他者からの輸送を有償で請け負う運送業には貨物自動車運送事業法による規制があり、商用モデルの事業用登録（黒ナンバー）が必要で、5ナンバーの乗用モデルは一時的な有償運送許可を得るか構造変更しない限り使用できない。
- さらに特殊な事例として、｢貧弱な装備｣を逆手に取り、｢軽量・安価｣と読み替えたチューニングカーの存在も確認されており、KCテクニカ スズキ アルトバンターボの場合はバンにK6Aターボが換装され、その軽さから｢ワークスを越える｣とまで喧伝している。なお、この手法はかつてスズキ自身もアルトワークスの競技ベースグレードで使っていた。

## 歴史
- 1979年（昭和54年） - スズキ、初代アルト発売。当時の乗用車フロンテの商用モデルであった。これが、いわゆる最初の「軽ボンバン」である。同年には、富士重工業（現・SUBARU）もファミリーレックスを発売し、軽ボンバン戦争が勃発した。
- 1980年（昭和55年） - ダイハツ、初代ミラクオーレ発売。こちらも当時の軽乗用車クオーレの商用モデルであった。その後、三菱自動車工業も同様の車種（ミニカエコノ）を発売した。
- 1985年（昭和60年） - ホンダ、初代トゥデイ発売。乗用タイプの軽自動車市場に復帰した。
- 1989年（平成元年）4月1日 - 物品税が廃止され、消費税が導入された。これによりボンネットバンの割安感が少なくなり、ブームは終焉を迎えたとされている。
- 1998年（平成10年） - 軽自動車規格改正、全ての車種がフルモデルチェンジした。ただし、ホンダは規模や生産能力の関係上、同時に軽ボンネットバンの市場から撤退した。
- 2010年（平成22年） - プレオが生産・販売終了し、富士重工業（現：SUBARU）が自社生産から撤退した。
- 2011年（平成23年） - ミニカが生産・販売終了し、三菱自動車が撤退した。
- 2016年（平成26年） - ダイハツ、既存の軽ハイトワゴンのウェイクをベースとし、後部側面ドアにスライドドアを用いた2シーター専用の軽ハイトワゴン型軽ボンネットバンに再設計したハイゼットキャディーを発売（2021年9月30日販売終了）。
- 2018年（平成30年） - ミラバン(とプレオバン)が生産・販売終了し、ダイハツ(とスバル)が撤退した。
- 2018年 - ホンダ、軽ハイトワゴン型軽ボンネットバンのN-VANを発売。従来の2ボックスセダン（ハッチバック）型軽ボンネットバンに対し、車体重心は高いもののスペース効率に勝る当車種のヒットにより、それ以後の軽ボンネットバンは、軽ハイトワゴン型に取って代わられる事となった。
- 2021年（令和3年） - アルトバンが生産・販売終了。これにより、一般的なハッチバック型軽乗用車と車体を共有する王道的・保守的なスタイルの軽ボンネットバンが名実共に消滅する事となった[6]。

## 車種一覧
★印が付与された車種はモノスペース・ハイトワゴン（またはトールワゴン）型軽ボンネットバン

☆印が付与された車種はフルゴネット型軽ボンネットバン

(W)印が付与された車種はウォークスルーバン型軽ボンネットバン

### 2024年10月現在新車として販売されている車種

#### 本田技研工業製
- N-VAN★

#### スズキ製
- スペーシア ベース★

### 過去の車種
以下のうち、1970年代中期以前の360cc／初期550ccモデルには、軽乗用車（ハッチバックを含めたいわゆる軽セダン）ベースでなく、軽トラック（厳密には軽ピックアップ）ベースで開発された車種も含まれる。初代アルト以前の車種は、アルトのようにマーケティング戦略的に節税を狙った「実質乗用車のボンネットバン仕様」とは一線を画した前世代の車種であり、1950-70年代に市場からの需要が高かった、元来の軽商用車の中の一形態に留まる。

#### スズキ製
- スズライトバン
- フロンテバン（フロンテハッチを含む）
- セルボ（3代目のみ）
- アルトバン
  - アルトウォークスルーバン(W)（2代目のみ）
  - アルトワークスR（アルト全体としての3代目。ワークスは初代を除き、基本5ナンバーだがワークスRは緩い排出ガス規制を逆手に取り、バン登録としていた）
  - アルトハッスル☆（4ナンバー仕様のみ）

#### ダイハツ工業製
- ハイゼットバン（初代のみ）
- フェローバン→フェローMAXバン→MAXクオーレバン
- リーザバン
- ミラクオーレ→ミラバン
  - ミラウォークスルーバン(W)（初代 - 4代目まで）
  - ミラミチート☆
- ハイゼットキャディー★（既存のウェイクを基に2シーター専用のハイトワゴン型商用バンに再設計・開発した車種）

#### SUBARU（旧・富士重工業）製
- 360コマーシャル→360カスタム（後にスバル・カスタムに改称）
- R-2バン
- レックスバン（ファミリーレックス、レックスコンビを含む）
- ヴィヴィオバン
- プレオバン（初代は自社生産だった。2代目は前述の通りダイハツ・ミラバンのOEM）

#### 三菱自動車工業製
- 360バン　（商用型の360バンをベースに乗用型の初代ミニカが開発された）
- ミニカバン（ミニカエコノを含む）
  - ミニカエコノウォークスルーバン(W)（5代目のみ）
  - ミニカトッポバン☆
  - トッポBJバン★

#### 本田技研工業製
- N360バン
- ライフバン
- ライフ ステップバン★（以上3車種は360cc）
- トゥデイバン（トゥデイハミングを含む）

#### マツダ製
- B360バン（ボンネット型軽トラックがベース）
- ポーターバン（ボンネット型軽トラックがベース）

#### 愛知機械工業製
- コニー360バン（ボンネット型軽トラックがベース）
- コニー・360コーチV（本来リアエンジン軽乗用車として計画されたが、ライトバンモデルのみが市販化されたもの）

ホープ自動車製
- ユニカー （ボンネット型軽トラックがベース）

など

### 韓国(キョンチャ)基準の軽ボンネットバン
注：日本で登録した場合､サイズや排気量の関係で登録車となる。
ヒュンダイ製
- キャスパー - 韓国版軽自動車｢キョンチャ｣のCUVだが､ビジネス用として2シーターにした｢キャスパーバン｣が存在する。

キア製
- レイ - こちらも2シーター車、さらには1シーター車も存在する。2シーター車にはシートバックに、また1シーター車にはドライバー右サイドにもパイプ組みのバルクヘッドが存在する。またバルクヘッドの存在から、2シーターのサイド開口部はかなり狭いものになってしまいせっかくのBピラーレス・スライドドアの利点が潰れてしまっている。

デーヴ(現：韓国GM)製
- ティコ - 3代目アルトの現地生産韓国仕様であるが、こちらも2シーターにしたバン仕様が存在している。韓国の事情に合わせ排気量が大きく左ハンドルであること、くわえてティコ全体が5ドアのみとなっている点が日本のアルトバン(3ドアのみ)との大きな違いである。